# Olympische Jugend-Sommerspiele 2018/Teilnehmer (Vietnam)
| Gelbes Symbol für Goldmedaillen mit stilisierten Olympischen Ringen | Graues Symbol für Silbermedaillen mit stilisierten Olympischen Ringen | Braundes Symbol für Bronzemedaillen mit stilisierten Olympischen Ringen |
| ------------------------------------------------------------------- | --------------------------------------------------------------------- | ----------------------------------------------------------------------- |
| 2                                                                   | 1                                                                     | —                                                                       |

Die Jugend-Olympiamannschaft aus Vietnam für die III. Olympischen Jugend-Sommerspiele vom 6. bis 18. Oktober 2018 in Buenos Aires (Argentinien) bestand aus 13 Athleten.

## Athleten nach Sportarten

### Badminton
| Mädchen - Vũ Thị Anh Thư Einzel: 5. Platz Mixed: Silber (im Team Omega) | Jungen - Nguyễn Hải Đăng Einzel: 9. Platz Mixed: 5. Platz (im Team Epsilon) |

### Breakdance
Jungen
- Hiếu Lê Minh „B4“
Einzel: 12. Platz
Mixed: Gold  (mit Ramu Kawai „Ram“  Japan)

### Gewichtheben
| Mädchen - Nguyễn Thị Thu Trang Bantamgewicht: Silber | Jungen - Ngô Sơn Đỉnh Bantamgewicht: Gold |

### Leichtathletik
| Mädchen - Đoàn Thu Hằng 1500 m: 10. Platz | Jungen - Lê Tiến Long 2000 m Hindernis: 11. Platz |

### Schwimmen
| Mädchen - Vũ Thị Phương Anh 200 m Brust: 28. Platz 200 m Lagen: 29. Platz | Jungen - Nguyễn Huy Hoàng 200 m Freistil: 35. Platz 400 m Freistil: 4. Platz 800 m Freistil: Gold - Phạm Thành Bảo 100 m Brust: 9. Platz 200 m Brust: disqualifiziert (Finale) |

### Taekwondo
Mädchen
- Hồ Thị Kim Ngân
Klasse bis 49 kg: 5. Platz

### Turnen

#### Gymnastik
| Mädchen - Phạm Như Phương Einzelmehrkampf: 22. Platz Boden: 12. Platz Pferd: 23. Platz Stufenbarren: 18. Platz Schwebebalken: 33. Platz Mixed: Gold (im Team Orange) | Jungen - Nguyễn Văn Khánh Phong Einzelmehrkampf: 21. Platz Boden: 23. Platz Pferd: 29. Platz Barren: 8. Platz Reck: 31. Platz Ringe: 15. Platz Seitpferd: 21. Platz Mixed: 12. Platz (im Team Hellgrün) |